# Kovarikia savaryi
Espèce
Kovarikia savaryi est une espèce de scorpions de la famille des Vaejovidae.

## Distribution
Cette espèce est endémique de Californie aux États-Unis. Elle se rencontre dans le comté d'Orange dans les monts Santa Ana.

## Description
Le mâle holotype mesure 50,0 mm, les mâles mesurent de 49 à 50,5 mm et les femelles de 47 à 57 mm.

## Étymologie
Cette espèce est nommée en l'honneur de Warren E. Savary.

## Publication originale
- Bryson, Wood, Graham, Soleglad & McCormack, 2018 : « Genome-wide SNP data and morphology support the distinction of two new species of Kovarikia Soleglad, Fet & Graham, 2014 endemic to California (Scorpiones, Vaejovidae). » ZooKeys, no 739, p. 79–106 (texte intégral).